# Kerti jácint
A kerti jácint, közönséges jácint,  keleti jácint vagy a köznyelvben csak jácint (Hyacinthus orientalis), régi nevén jószagú hiacinth a jácintfélék családjának jácint (Hyacinthus) nemzetségébe tartozó népszerű, kerti növényfaj. Délnyugat-Ázsiában, Törökország déli és középső területein, Északnyugat-Szíriában és Libanonban őshonos.

## Leírása
Hagymás növény, hagymájának átmérője 3–7 cm. Levelei szálasak, 15–35 cm hosszúak és 1–3 cm szélesek, puha, nedvdús szerkezetűek, alapi helyzetben, örvösen növők. A virágot hajtó szár 20–35 cm (néha 45 cm) magasra nő, füzérvirágzatán 2-50 illatos, lila virág található csöves, hatszirmú lepellel.

## Termesztése

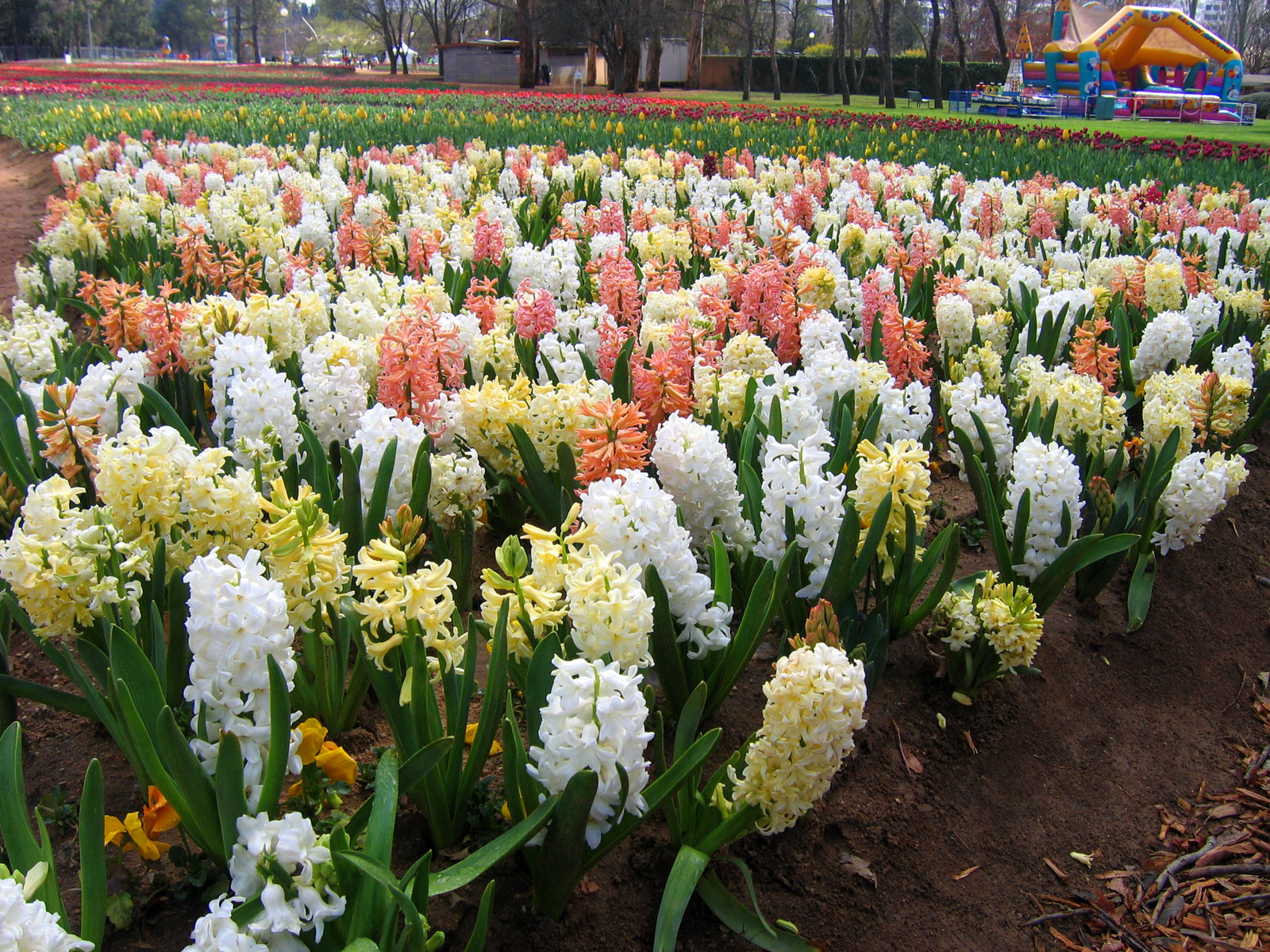
Jácintfajták, jól látható a sok színváltozat

A kerti jácintot régóta termesztik dísznövényként. Kezdetben a mediterráneumban, később Franciaországban (parfümök előállítása céljából), Hollandiában (a fő termőhelye) és más területeken termesztették.
Virágait kora tavasszal hozza. A napsütéses vagy kissé árnyékos helyeket, a jó vízelvezetésű de nem száraz talajt kedveli. Szüksége van a téli pihenési időszakra, ezért nem terem meg a túl enyhe időjárású helyeken. Illatos, ragyogó színű virágaiért termesztik. Több mint 2000 fajtáját tenyésztették ki és nevezték el, a nemesített virágok színe kék, fehér, halványsárga, rózsaszín, vörös vagy lila lehet. A legtöbb nemesített változat füzérvirágzatában sűrűbben állnak a virágok mint a vad fajtáknál, 40-100 vagy akár még több virág is lehet egy füzéren.
A H. orientalis toxikus alkaloidokat tartalmaz, nagy mennyiségben nem tanácsos fogyasztani. A növény hagymája azonban különösen mérgező, semmilyen körülmények között nem tanácsos elfogyasztani. 
Szerepel az OGYÉI tiltólistáján is.

## Fordítás
- Ez a szócikk részben vagy egészben  a   Hyacinthus orientalis című angol Wikipédia-szócikk ezen változatának fordításán alapul.  Az eredeti cikk szerkesztőit annak laptörténete sorolja fel. Ez a jelzés csupán a megfogalmazás eredetét és a szerzői jogokat jelzi, nem szolgál a cikkben szereplő információk forrásmegjelöléseként.